# Nanga (Bezirk)
Nanga ist ein Verwaltungsbezirk (englisch Ward) des Distrikts Igunga in der tansanischen Region Tabora.

## Geografie
Nanga ist ein ländlicher Bezirk im westlichen Teil des zentralen Hochlands von Tansania, etwa 20 Kilometer westlich der Distrikthauptstadt Igunga und 125 Kilometer nordöstlich der Regionshauptstadt Tabora.  Bei der Volkszählung 2022 lebten 21.315 Menschen in 3246 Haushalten auf einer Fläche von 260 Quadratkilometern.

Der Bezirk grenzt an sieben Bezirke des Distrikts Igunga:
|           | Itunduru                                    | Mwamashiga |
| Nyandekwa | Kompassrose, die auf Nachbargemeinden zeigt | Igunga     |
| Kitangili | Ugaka                                       | Bukoko     |

## Gliederung
Der Bezirk besteht aus fünf Gemeinden (swahili Mtaa) mit 31 Orten (Kitongoji):
| Nanga - Madukani - Mbuyuni - Mashariki - Ishoshamagembe - Ishiki Mashineni - Ishiki Bondeni | Mwakipanga - Shuleni - Ishiki B - Magharibi - Mashariki | Bulyang’ombe - Madukani - Zahanati - Magharibi - Kaskazini - Misuha - Kusini - Mwalunju - Mwababi | Kaumbu - Kaumbu Kati - Kaumbu Kati B - Mlimani - Manoleo - Ikongolo - Kazima - Mwamashimba | Igogo - Igogo Mashariki - Igogo Magharibi - Jilili - Mpindo - Senta - Malulani |

## Wirtschaft und Infrastruktur
- Bildung: Die Nanga Secondary School ist eine staatliche weiterführende Schule, die Tages- und Internatsschüler bis zur 6. Stufe ausbildet.[7]
- Gesundheit: In Nanga gibt es ein staatliches Gesundheitszentrum[8] und eine staatliche Apotheke.[9]
- Verkehr: Durch den Bezirk verläuft die asphaltierte Nationalstraße T3, die Nzega im Westen mit Igunga und Singida im Osten verbindet.[10]
- Solarenergie: Im Jahr 2025 wurde ein Solarenergieprojekt in Betrieb genommen.[11][12]
- Bergbau: Die 2010 gegründete Firma Taur Tanzania Ltd. baut seit 2012 Gold in Nanga ab.[13]